# Výtržnictví

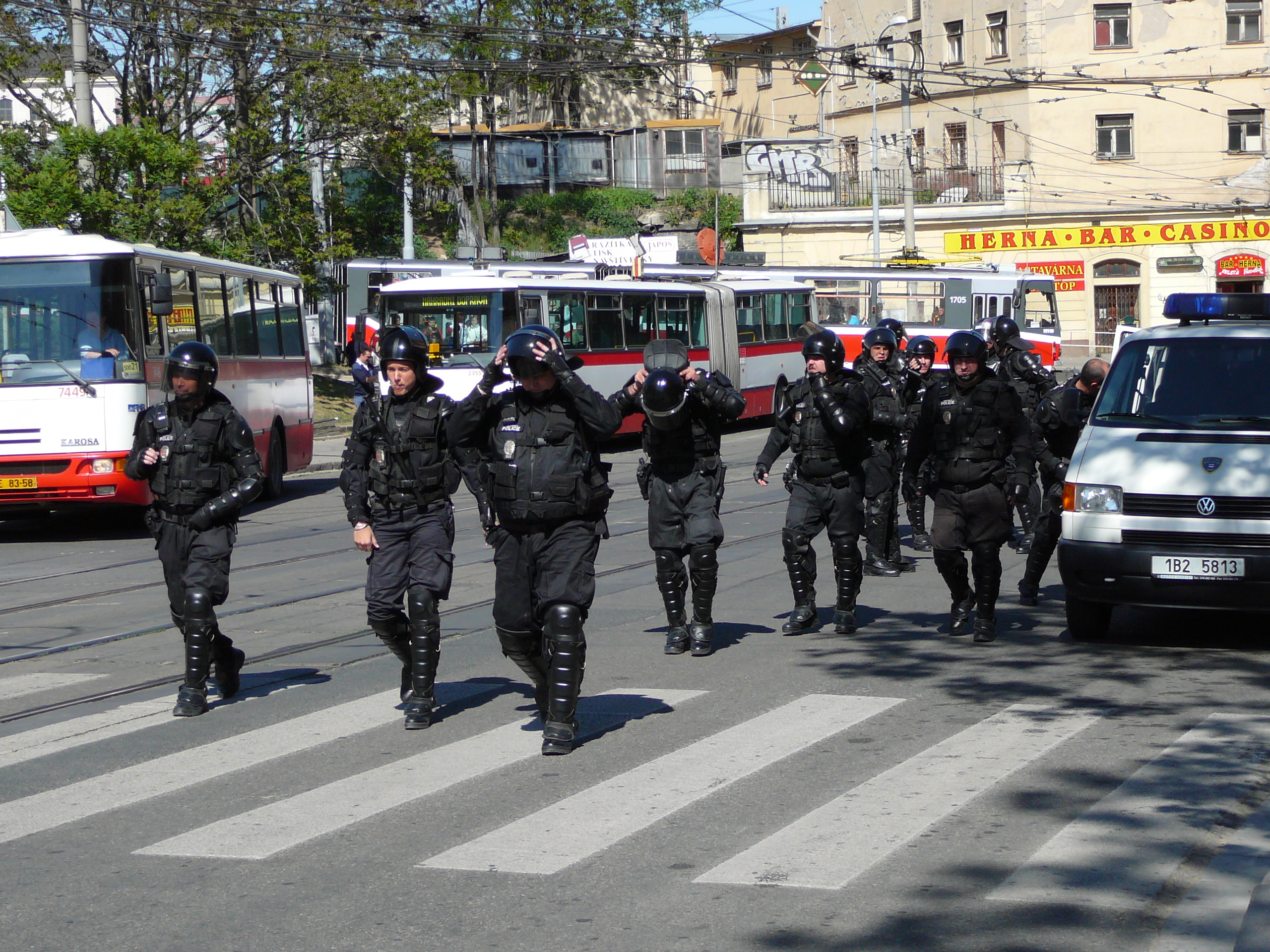
Česká pořádková jednotka v Brně roku 2007

Výtržnictví je trestný čin podle § 358 českého trestního zákoníku č. 40/2009 Sb., jehož prostřednictvím je chráněno zejména klidné občanské soužití a veřejný pořádek. V dřívějším trestním zákoně byla jeho prakticky stejná skutková podstata zakotvena v § 202. Jednání o menší intenzitě může být hodnoceno jako přestupek proti občanskému soužití, popřípadě veřejnému pořádku.

## Právní zakotvení

### Výtržnictví jako trestný čin
Výtržnictví spáchá ten, kdo se veřejně nebo na místě veřejnosti přístupném dopustí hrubé neslušnosti nebo výtržnosti zejména tím, že napadne jiného, hanobí hrob, historickou nebo kulturní památku, anebo hrubým způsobem ruší přípravu, průběh, nebo zakončení organizovaného sportovního utkání, shromáždění nebo obřadu lidí.
Výtržností ve smyslu § 358 odst. 1 tr. zákoníku rozumí jednání, které narušuje klidné soužití občanů, veřejný klid a pořádek. Výtržnost může být zaměřena proti nejrůznějším předmětům, zpravidla proti lidem a majetku. Povahu výtržnosti mohou mít též některá nenásilná jednání, zejména různá jednání svévolná. Zároveň je tu zpravidla ohroženo několik dalších chráněných zájmů, například zdraví lidí, domovní svoboda, cizí majetek, čest. Často jde tedy o souběh s dalším poruchovým trestným činem, například ublížením na zdraví, porušováním domovní svobody, poškozením cizí věci. Jde zpravidla o fyzické nebo psychické násilí, které vzbuzuje obavy o bezpečnost lidí nebo majetku.
Hrubou neslušností se tu rozumí jednání, které porušuje závažným způsobem zásady občanské morálky (např. zhanobení hrobu, historické nebo kulturní památky, hrubé narušení slavnostního shromáždění nebo náboženského obřadu aj.).
Trestem za výtržnictví je trest odnětí svobody až na dvě léta, případně až na tři roky, pokud jej pachatel spáchá opětovně nebo pokud jej spáchá jako člen organizované skupiny. Jako opětovně spáchané je hodnoceno to, pokud tentýž pachatel opakuje jakýkoliv případ téhož trestného činu a není významné zda se čin udál, nebo byl pouze připravován a nezáleží na uplynutí doby od prvního činu, tedy, že od něj uplynula značně dlouhá doba.

#### Judikatura k trestnému činu výtržnictví
- Rozsudek Ústavního soudu ze dne 23. 3. 2016, sp. zn. III. ÚS 3817/15
- Rozhodnutí Nejvyššího soudu ze dne 22. 7. 2009, sp. zn. 3 Tdo 704/2009
- Usnesení Nejvyššího soudu ze dne 11. 2. 2014, sp. zn. 4 Tdo 99/2014

### Čin výtržnické povahy jako přestupek proti občanskému soužití
Vůči podobnému jednání, avšak o menší intenzitě, než jaká je vyžadována k posouzení jednání jako trestného činu, jsou v právním řádu zakotveny některé přestupky proti občanskému soužití podle § 7 zákona č. 251/2016 Sb., o některých přestupcích (dříve podle § 49 zákona č. 200/1990 Sb., o přestupcích).
Přestupku proti občanskému soužití se dopustí ten, kdo
- jinému ublíží na cti tím, že ho zesměšní nebo ho jiným způsobem hrubě urazí (za přestupek lze uložit pokuta až do 15 000 Kč)
- jinému ublíží na zdraví (za přestupek lze uložit pokuta až do 30 000 Kč)
- úmyslně naruší občanské soužití vyhrožováním újmou na zdraví, nepravdivým obviněním z přestupku, schválnostmi nebo jiným hrubým jednáním (za přestupek lze uložit pokuta až do 30 000 Kč)
- omezuje nebo znemožňuje příslušníku národnostní menšiny výkon práv příslušníků národnostních menšin (za přestupek lze uložit pokuta až do 30 000 Kč)
- způsobí jinému újmu pro jeho příslušnost k národnostní menšině nebo pro jeho etnický původ, pro jeho rasu, barvu pleti, pohlaví, sexuální orientaci, jazyk, víru nebo náboženství, věk, zdravotní postižení, pro jeho politické nebo jiné smýšlení, členství nebo činnost v politických stranách nebo politických hnutích, odborových organizacích nebo jiných sdruženích, pro jeho sociální původ, majetek, rod, zdravotní stav anebo pro jeho rodinný stav. (za přestupek lze uložit pokuta až do 30 000 Kč)

#### Judikatura k přestupkům výtržnické povahy
- Rozsudek Nejvyššího soudu ze dne 7. 11. 2002, sp. zn. 5 Tdo 873/2002
- Rozsudek Nejvyššího soudu ze dne 16. 1. 2001, sp. zn. 4 Tz 265/2000
- Rozsudek Nejvyššího správního soudu ze dne 21. 12. 2007, sp. zn. 4 As 40/2007

## Posuzování činů výtržnické povahy
Například fyzické napadení občana, i když se jej pachatel dopustil na místě veřejnosti přístupném, nemusí vždy naplňovat skutkovou podstatu trestného činu výtržnictví podle § 358 tr. zákoníku. Při posuzování činů podobné povahy je nutno pracovat s vyhodnocování několika faktorů. Je tedy nutno:
- zvážit intenzitu, rysy a průběh útoku (slovní či jiné, nebezpečnější projevy),
- posoudit okolnosti (místo kde došlo k činu, počet pachatelů),
- zjišťovat pohnutku činu (arogance vůči ostatním občanům, vyprovokování),
- zhodnotit následky (poranění osob, poškození věcí),
- zhodnotit pachatelův dosavadní život (povahové vlastnosti, kriminální minulost).

Způsob provedení trestného činu zahrnuje především druh a povahu jednání jako znaku objektivní stránky skutkové podstaty trestného činu, stejně tak i použité prostředky. Z okolností přitěžujících sem lze zařadit zejména surový, trýznivý nebo zákeřný způsob spáchání. Dále sem patří zvlášť zavrženíhodný způsob provedení činu, spáchání trestného činu veřejně. Někdy může mít význam i intenzita naplnění některých zákonných znaků charakterizujících způsob jednání pachatele, jako je pokračovaní v trestném činu.

### Výtržnosti naplňující skutkovou podstatu trestného činu výtržnictví
Zde jsou uvedeny některé typické činy, které bývají hodnoceny jako výtržnictví (jde ale pouze o příklady, hodnocení každého činu je individuální a musí se zhodnotit všechny podstatné faktory - viz kapitola Posuzování činů výtržnické povahy; odkazy na některá významná soudní rozhodnutí viz kapitoly Judikatura k trestnému činu výtržnictví a Judikatura k přestupkům výtržnické povahy):
- násilné jednání v baru či hospodě, kdy dochází k napadání hostů, ničení zařízení apod.,
- střelba malorážkou z okna bytu do veřejných prostor,
- násilný nebo slovní projev takového charakteru, že hrubě uráží, vzbuzuje obavy o bezpečnost zdraví, majetku,
- intenzivnější vandalské ničení,
- znečištění veřejného prostranství.